# Дієцезія Сисака

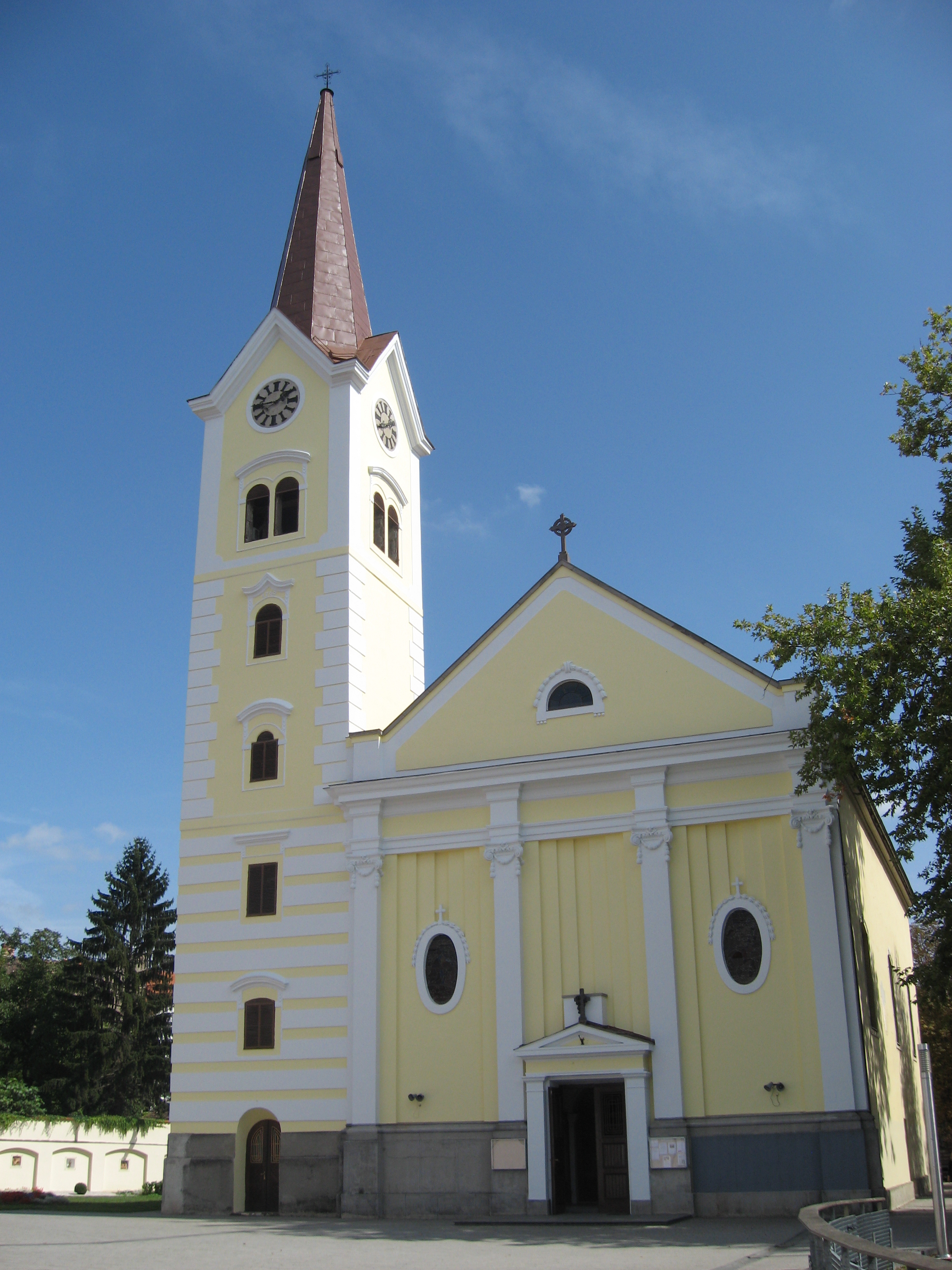
Кафедральний собор Воздвиження Святого Хреста в Сисаці

Дієцезія Сисака — католицька дієцезія латинського обряду в Хорватії з центром в місті Сисак. Входить до складу митрополії Загреба.
Сисацька дієцезія утворена 5 грудня 2009 року, виділена зі складу Загребської архідієцезії. Кафедральним собором дієцезії є собор Воздвиження Святого Хреста в місті Сисак. Головою дієцезії призначений єпископ Владо Кошич (хорв. Vlado Košić).